# Молнія (Ібресинський район)
Мо́лнія (рос. Молния, чув. Çиçĕмкасси) — селище у складі Ібресинського району Чувашії, Росія. Входить до складу Великоабакасинського сільського поселення.
Населення — 60 осіб (2010; 78 у 2002).
Національний склад:
- чуваші — 97 %